# Suzuki Cappuccino
Suzuki Cappuccino (яп. スズキ・カプチーノ, Suzuki Kapuchīno) — спортивный автомобиль, выпускавшийся с 1991 по 1998 год японской компанией Suzuki. Это двухместный родстер со съёмной жёсткой крышей, разработанный в соответствии с японскими правилами для кей-каров.

## Описание
Масса Suzuki Cappucino составляет 725 кг. Автомобиль оснащался 12-клапанными трёхцилиндровыми двигателями DOHC объёмом 657 см3 с турбонаддувом и промежуточным охлаждением мощностью 47 кВт (63 л. с.) при 6500 об/мин. Первоначально автомобиль оснащался двигателем F6A, а позже автомобиль стал оснащаться двигателем K6A с цепью ГРМ (вместо ремня ГРМ).
Распределение массы спереди и сзади составляет 50/50% с обоими сиденьями. Компоновка автомобиля — передняя среднемоторная, заднеприводная. Капот, крыша, каркас безопасности и нижние передние панели защиты выполнены из алюминия.
Автомобили Suzuki Cappuccino имеют дисковые тормоза. Модели более поздних выпусков имели производственную итерацию с датчиком скорости, электрический усилитель рулевого управления и алюминиевую подвеску на двойных поперечных рычагах.

## Галерея

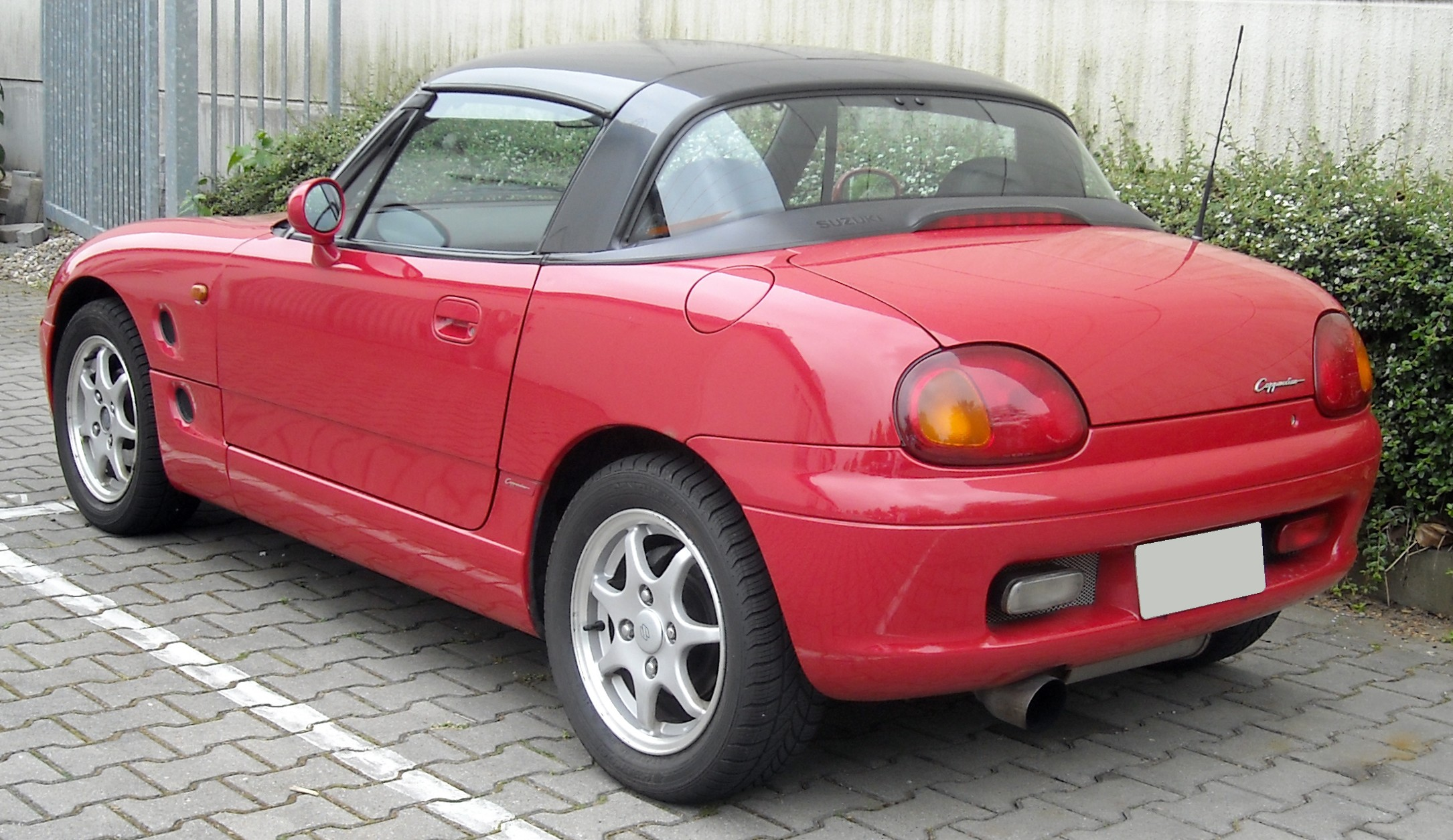
Вид сзади
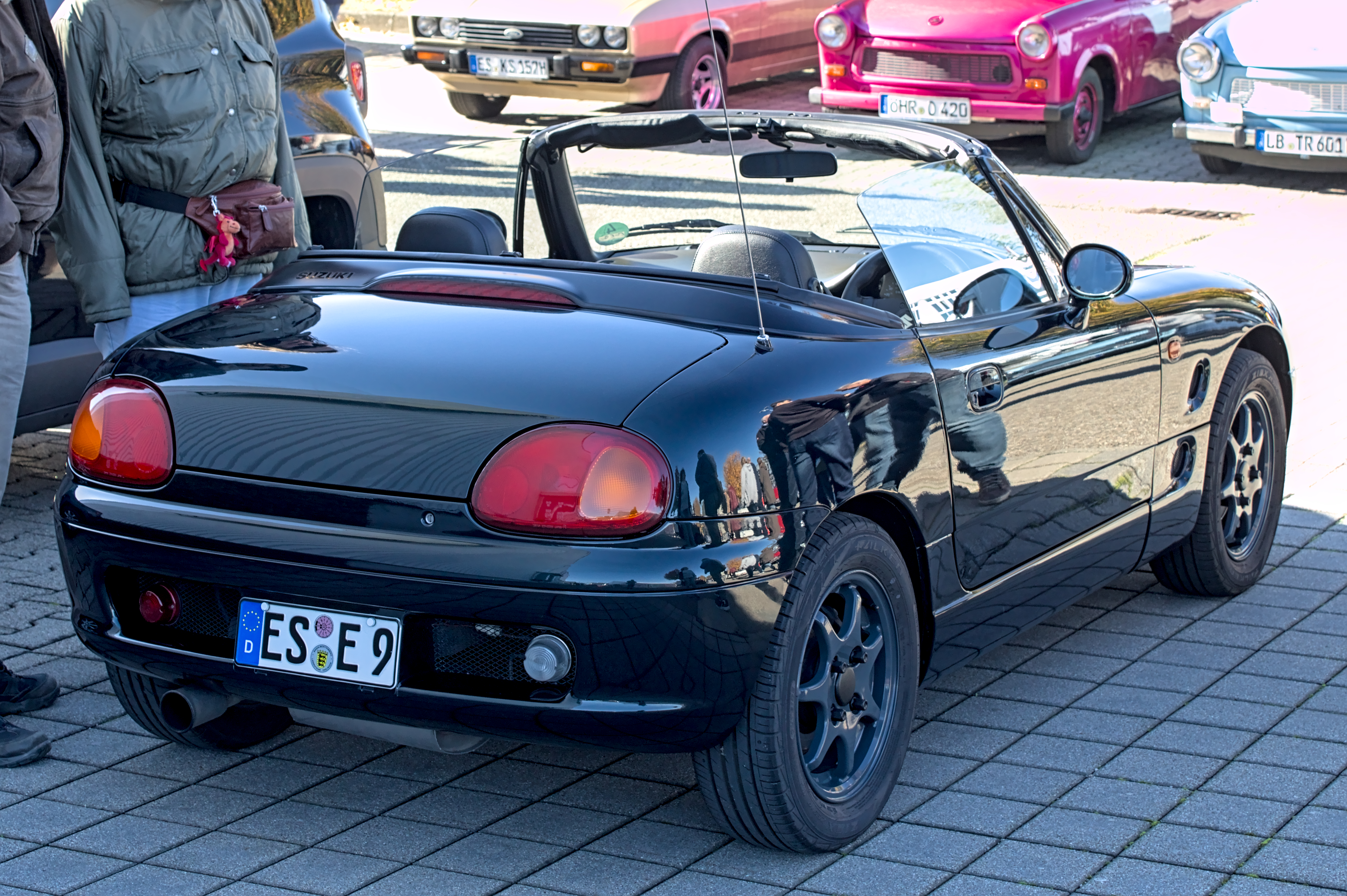
Suzuki Cappucino в Битигхайм-Биссингене